# Zindanmuruqqışlaq
Zindanmuruqqışlaq är en ort i Azerbajdzjan.   Den ligger i distriktet Qusar Rayonu, i den nordöstra delen av landet, 160 km nordväst om huvudstaden Baku. Zindanmuruqqışlaq ligger 302 meter över havet och antalet invånare är 434.
Terrängen runt Zindanmuruqqışlaq är lite kuperad. Runt Zindanmuruqqışlaq är det ganska glesbefolkat, med 48 invånare per kvadratkilometer.. Närmaste större samhälle är Xaçmaz, 17,5 km öster om Zindanmuruqqışlaq.
Trakten runt Zindanmuruqqışlaq består till största delen av jordbruksmark.